# Voluta
Voluta ist der Name einer Schneckengattung aus der Familie der Walzenschnecken, deren drei bis fünf große Arten im westlichen Atlantik an der Küste Südamerikas und in der Karibik zu finden sind.

## Merkmale
Die sehr festen, axial gerippten, rechtsgewundenen Gehäuse der Voluta-Arten sind mehr oder weniger kreiselförmig bzw. zweifach kegelförmig, wobei der Körperumgang den höheren und das mit Knoten und Höckern besetzte Gewinde den niedrigeren Kegel bildet. Die weißlichen Gehäuse weisen auffällige Muster aus Linien, Punkten und Strichen auf. Die Schnecken selbst haben eine ähnliche Färbung und Musterung wie ihr Gehäuse. Die beiden kleinen schwarzen Augen sitzen am Grunde der Fühler. Anders als andere Walzenschnecken haben die drei Arten ein Operculum, das aber nur einen Teil der Gehäusemündung einnimmt. Es ist hornig und zugespitzt eiförmig mit dem Kern an der Spitze.
Wie andere Walzenschnecken ernähren sich die Voluta-Arten von Schnecken und Muscheln.
Wie alle Walzenschnecken sind die Schnecken der Gattung Voluta getrenntgeschlechtlich mit innerer Befruchtung. Die Weibchen befestigen bis zu 3 cm große halbkugelige Eikapseln, die etwa 5 Eier in einem eiweißreichen Nährmedium enthalten, mit der flachen Seite an einem festen Substrat. Die Entwicklung bis zu fertigen Schnecke findet vollständig in der Kapsel statt. Nach etwa zwei bis drei Monaten schlüpfen aus einer Kapsel bis zu 5 junge Schnecken, deren Gehäuse über 1 cm lang sein kann.

## Arten und ihre Verbreitung
Die drei bis fünf Arten der Gattung Voluta leben im westlichen Atlantischen Ozean in Gewässern Südamerikas und der Karibik. Die drei unumstritten anerkannten Arten sind die Hebräische Walze (Voluta ebraea) an der Küste Brasiliens, die Notenschnecke oder Notenwalze (Voluta musica) an den Küsten Kolumbiens, Venezuelas, Surinames und der Antillen sowie Voluta virescens an der Küste Costa Ricas, Panamas und Kolumbiens. Die Arten sind unter anderem durch die süßwasserreiche Mündung des Amazonas voneinander isoliert. Das fehlende pelagische Veliger-Stadium führt zu einer begrenzten Verbreitung und begünstigt so die Ausdifferenzierung der Arten.

## Geschichte der Systematik
Linnaeus beschreibt 1758 die Gattung Voluta als Schnecke mit einteiliger spiraliger Schale mit einer weit offenen, unten gekerbten Mündung ohne Kanal, mit einer an der Innenlippe gefalteten Spindel (Columella) ohne Nabel. Auf Grund dieser morphologischen Merkmale des Schneckenhauses schließt er in diese Gattung neben den Walzenschnecken auch andere Arten wie etwa die Olivenschnecken und die Mitraschnecken mit ein.
Als Typusart ist die Notenschnecke (Voluta musica) festgelegt worden. Der Umfang der Gattung ist seither immer mehr eingeengt worden. So wurde für die Olivenschnecken die Gattung Oliva 1789 durch Jean Guillaume Bruguière und für die Mitraschnecken die Gattung Mitra 1798 durch Jean-Baptiste de Lamarck aufgestellt. Auch innerhalb der heute anerkannten Familie der Walzenschnecken folgten in der ersten Hälfte des 19. Jahrhunderts neue eigene Gattungen, so Melo 1826 durch George Brettingham Sowerby I und Cymbiola 1831 durch William Swainson. Die Folge war eine relativ frühe Begriffseinengung der Gattung Voluta auf die westatlantischen Walzenschnecken. Lange Zeit gab es allerdings Artbeschreibungen allein anhand leerer Gehäuse, die nach Europa angeliefert worden waren. So hielt Linnaeus Voluta ebraea für eine ostindische Art, und erst 1874 stellte Wilhelm Kobelt die Herkunft der Gehäuse dieser Art aus Brasilien zweifelsfrei fest.